# Constanza Ceruti
María Constanza Ceruti (Buenos Aires, Argentina, 1973) es una arqueóloga y antropóloga argentina, que ha realizado más de ochenta prospecciones, la mayor parte de ellas integrando equipos de la National Geographic, en las regiones andinas de Argentina, Chile, Bolivia, Ecuador y Perú. Su mayor hallazgo es el de las Momias de Llullaillaco, que son consideradas las momias en mejor estado de conservación del mundo por el Libro Guiness de los Récords. Es la única arqueóloga especializada en el campo de Alta Montaña a nivel mundial.
Se desempeña como Investigadora del CONICET, directora (ad-honorem) del Instituto de Investigaciones de Alta Montaña de la Universidad Católica de Salta y profesora titular de la misma universidad, que ha creado la cátedra de Montañas Sagradas Constanza Ceruti.

## Biografía
Constanza Ceruti nació en la ciudad de Buenos Aires en 1973. Cursó en la Universidad de Buenos Aires la carrera de Licenciatura en Antropología con orientación en Arqueología obteniendo el primer promedio. En octubre de 2001 se doctoró con honores en la Universidad Nacional de Cuyo, convirtiéndose en la primera arqueóloga especializada en la arqueología de Alta Montaña. Actualmente se desempeña como directora ad-honorem del Instituto de Investigaciones de Alta Montaña de la Universidad Católica de Salta Es miembro de diversas sociedades científicas, incluyendo la Sociedad Argentina de Antropología, la Asociación de Arqueólogos Profesionales de Argentina, Society of Woman Geographers y el Explorers Club de Nueva York. Ha escalado más de cien montañas con cumbres superiores a 5.000 metros en el marco de sus investigaciones, que han resultado en más de cien publicaciones científicas y más de veinte libros de su autoría. En dos ocasiones ascendió a la cima del Aconcagua, a 6962 metros.
Entre sus ascensiones más notables, se encuentran las del monte Aconcagua de 1996 y de 1997; la del volcán Pissis (6792 m s. n. m.) y la del volcán Llullaillaco en 1999; la del nevado Illamani, en la Cordillera Real, en 1998; la del pico Meléndez y la de los nevados de Cachi y de Quehuar de 1996 y de 1999; la del cerro General Belgrano en 1998; la del volcán Aracar en 1999; la del Monte Hayna Potosí, en la Cordillera Real, en 1997; la del volcán Chachani en 1998; la de los volcanes Socompa y Licancabur en 1997; la del nevado del Chañi de 1996 y de 1997; la del volcán Cotopaxi en 1997 y la del volcán Misti de 1998.
Ha publicado cuatro libros sobre la arqueología de Alta Montaña en los Andes. En el 5 de agosto de 2000, día del montañés, el Ejército Argentino le otorgó el Cóndor Dorado Honoris Causa, una de sus máximas distinciones, por su trayectoria profesional. También estuvo nominada en la terna para seleccionar la mujer del año de Argentina en el 2000.
Desde el año 2009 es docente titular en la Maestría sobre Valoración del Patrimonio Natural y Cultural de la UCASAL. Es invitada recurrentemente a participar de simposios y dictar conferencias en universidades y museos del país y del extranjero. Su actividad académica y su interés científico por las montañas sagradas del mundo y por las momias la han llevado a India, Nepal, Tailandia, Egipto, Turquía, Grecia, Italia, Francia, Suiza, Inglaterra, Noruega, Groenlandia, Alaska, Australia, Polinesia, México, Canadá y USA.

## Descubrimientos

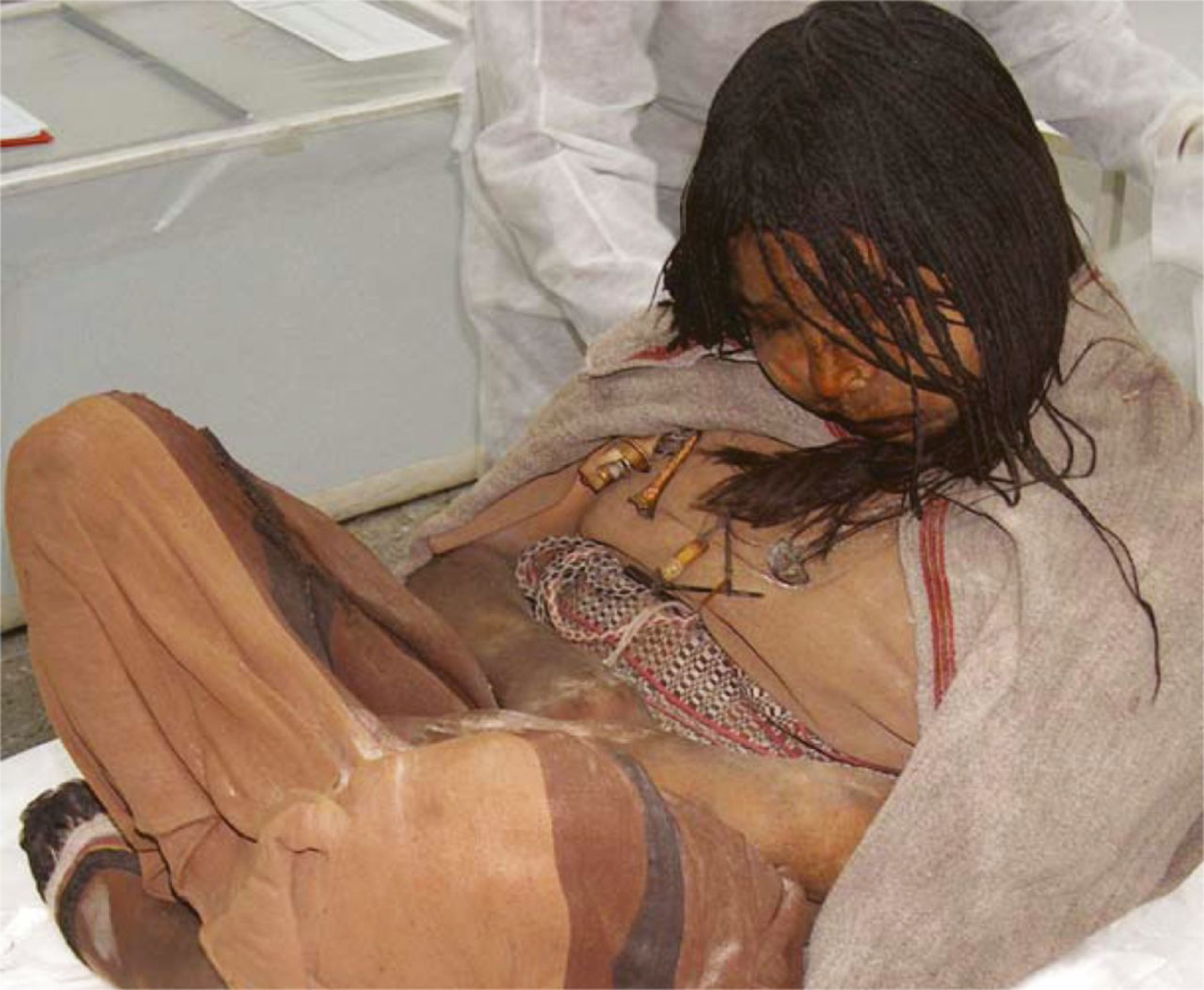
Momias de Llullaillaco

Desde 1995, ha realizado más de ochenta prospecciones a lo largo de los Andes. En una de las primeras en 1995, el equipo que integraba entre otros, junto a Johan Reinhard, encontró seis sacrificios humanos de más de quinientos años de antigüedad a más de 5.800 m s. n. m. en el volcán Misti, próximo a la ciudad peruana de Arequipa. En 1999, en la cima del volcán Llullaillaco (6.739 m) en la provincia argentina de Salta, que constituye el sitio arqueológico más alto en todo el mundo, junto a un equipo de la National Geographic, Johan Reinhard y Constanza Ceruti dirigieron las investigaciones y participaron personalmente en el descubrimiento de las tres momias mejor preservadas de la historia, acompañadas de un centenar de objetos suntuarios de típico estilo Inca a casi 7000 m s. n. m. Durante seis años, Ceruti estudió científicamente los cuerpos momificados de los tres niños incas del Llullaillaco con la colaboración de expertos internacionales, en el marco de la UCASAL.
En octubre de 2001 se doctoró con honores en la Universidad Nacional de Cuyo, convirtiéndose en la primera arqueóloga especializada en la arqueología de Alta Montaña. Actualmente se desempeña como directora ad-honorem del Instituto de Investigaciones de Alta Montaña de la Universidad Católica de Salta.

## Distinciones
Los logros andinísticos le valieron el Premio Montañista del Año en 1997 del Gobierno de la Provincia de Salta y el Cóndor Dorado del Ejército Argentino, máximo galardón a la experiencia en alta montaña, nunca antes otorgado a una mujer. En el año 2005 fue distinguida como Exploradora Emergente de la National Geographic Society; y en el año 2006 fue galardonada personalmente en la entrega de los Premios Príncipe de Asturias a National Geographic, en la categoría Comunicación y Humanidades. En 2007 fue invitada como Disertante Distinguido en Antropología por la Universidad de West Georgia. Recibió una mención al coraje de la Asociación de Exploradoras Femeninas Wings Worldquest y en 2017 la misma asociación le otorgó la medalla de oro. En mayo de 2008 fue homenajeada en Buenos Aires con el Premio Vocación Académica. En el año 2009 fue conferencista invitado - único de todo Sudamérica - a la reunión TED Global en Oxford (Inglaterra). También fue invitada como oradora al Foro Mundial de Mujeres para la Economía y Sociedad en Deauville (Francia). En el año 2010 ha sido distinguida como Mujer Destacada de la ciudad de Salta. En 2011 recibió un homenaje de las autoridades del País Vasco en España. En 2014 fue distinguida con un Doctorado Honorario en Humanidades por el Moravian College de Pensilvania, una de las universidades más antiguas de Estados Unidos. En 2017 recibió la Medalla de Oro de la International Society of Women Geographers. Desde 2019 es Miembro de la Academia Nacional de Ciencias de Buenos Aires (ANCBA).

## Libros publicados
Ha publicado varios libros, muchos de ellos vinculados a la relación cultural mística de los pueblos con las montañas, así como más de un centenar de artículos científicos. 
- Montañas Sagradas de los Pirineos. Mundo Editorial. Salta. 2018
- Sacred Mountains of Australia. Mundo Editorial. Salta. 2017
- Montañas sagradas de Escocia (1ª edición). Mundo Gráfico Salta Editorial. 2017. ISBN 978-987-698-194-1.
- Montañas sagradas de Irlanda (1ª edición). Mundo Gráfico Salta Editorial. 2016. ISBN 978-987-698-148-4.
- Montañas místicas (1ª edición). Mundo Gráfico Salta Editorial. 2016. ISBN 978-987-698-141-5.
- Sacred mountains in the Canary Islands (1ª edición). Mundo Gráfico Salta Editorial. 2016. ISBN 978-987-698-140-8.
- Camino de Santiago y montañas sagradas en Galicia (1ª edición). Mundo Gráfico Salta Editorial. 2014. ISBN 978-987-698-086-9.
- Montañas sagradas del país vasco (1ª edición). Mundo Gráfico Salta Editorial. 2014. ISBN 978-987-698-085-2.
- Volcanes sagrados de Costa Rica (1ª edición). Mundo Gráfico Salta Editorial. 2014. ISBN 978-987-698-084-5.
- Volcanes sagrados en la Isla de Pascua (1ª edición). Mundo Gráfico Salta Editorial. 2014. ISBN 978-987-698-077-7.
- Seasons of the heart landscapes of the soul (1ª edición). Mundo Gráfico Salta Editorial. 2014. ISBN 978-987-698-065-4.
- Montañas sagradas de Tailandia (1ª edición). Mundo Gráfico Salta Editorial. 2014. ISBN 978-987-698-053-1.
- Milagros el monte santo del padre Pío (1ª edición). Mundo Gráfico Salta Editorial. 2014. ISBN 978-987-698-052-4.
- Procesiones andinas en alta montaña: Peregrinajes a Cerros Sagrados del Norte de Argentina y del Sur de Perú (1ª edición). Eucasa. 2013. ISBN 978-950-623-087-6.
- Inca Rituals and Sacred Mountains: a study of the world´s highest archaeological sites. (En coautoría con Johan Reinhard) Los Ángeles; 2010; p.  264
- Embajadores del pasado: los niños del Llullaillaco y otras momias del mundo (1ª edición). Eucasa. 2009. ISBN 978-950-623-054-8.
- Arqueología de Alta Montaña en La Rioja (1ª edición). Eucasa. 2004. ISBN 978-950-623-025-8.
- Llullaillaco: Sacrificios y Ofrendas en un Santuario Inca de Alta Montaña (1ª ed. 2ª reimp. edición). Eucasa. 2010. ISBN 978-950-623-014-2. 1ª edición: 2003
- Investigaciones arqueológicas en el volcán Llullaillaco, complejo ceremonial incaico de alta montaña (1ª edición). Eucasa - Universidad Católica de Salta. ISBN 978-950-623-005-0. En coautoría con Johan Reinhard
- Cumbres Sagradas del Noroeste Argentino: Avances en Arqueología de Alta Montaña y Etnoarqueología de Santuarios Andinos. (1ª edición). Eudeba -  Editorial Universitaria de Buenos Aires. 1999. ISBN 978-950-23-1004-6.
- Montañas místicas (1ª edición). Edición de Autor. 1998. ISBN 978-987-43-0348-6.
- Arqueología de alta montaña (1ª edición). Edición de Autor. 1997. ISBN 978-950-43-8153-2.
- La Sagrada Cumbre del Chañi. Tilcara; 1997; p.  40